# استخراج الوسادة الدهنية الشدقية
استخراج الوسادة الدهنية الشدقية هي عملية جراحة تجميلية لتقليل الخدود البارزة عن طريق الإزالة التناسبية لنسيج الوسادة الدهنية الشدقية.

## العملية الجراحية
عادة ما يلجأ الأطباء إلى تصغير الوسادة الدهنية الشدقية للمرضى وهم في حالة تهدئة واعية أو تخدير عام. والطريقة النموذجية لإزالة الوسادة الدهنية الشدقية هي فتح شق في الفم قريبًا من الجزء الخلفي للجوف الشدقي وقرب الضرس الثاني العلوي، ويفتح شق آخر في العضلة المبوقة، وهذه الشقوق تمثل فتحات للوصول إلى الوسادة الدهنية الشدقية. بعد ذلك يلجأ الجراح إلى الضغط اليدوي على ظاهر الخد، فتبرز الوسادة الدهنية الشدقية في داخل الفم، فيتمكن من إمساك الوسادة بـالملقط. وبمجرد استخراج الوسادة من مكانها، يستأصل الجراح (قطع ونزع) القدر المطلوب استخراجه من نسيج الوسادة الدهنية الشدقية لتصغير الخدين على النحو المطلوب، ثم يعاد باقي أجزاء الوسادة الدهنية الشدقية إلى مكانه التشريحي ويُخاط الشقان المفتوحان.
وإصابة الفرع الشدقي من العصب الوجهي أمر في غاية الخطورة، فالعصب الوجهي الشدقي الذي قد يجرح على سبيل الخطأ يتحكم في وظائف وجهية ولذا فإن مثل هذا التلف قد ينتج عنه شلل وجهي جزئي أو اخدرار وجهي ناحي أو فقد حاسة التذوق أو ما إلى ذلك. وفي السياق نفسه، قد يحدث تلف في القناة النكفية عند الرجال والنساء الذين تكون القناة النكفية لصيقة بالوسادة الدهنية الشدقية مما قد يؤدي إلى حدوث ورم دموي وقد يؤثر هذا في إفراز اللعاب.

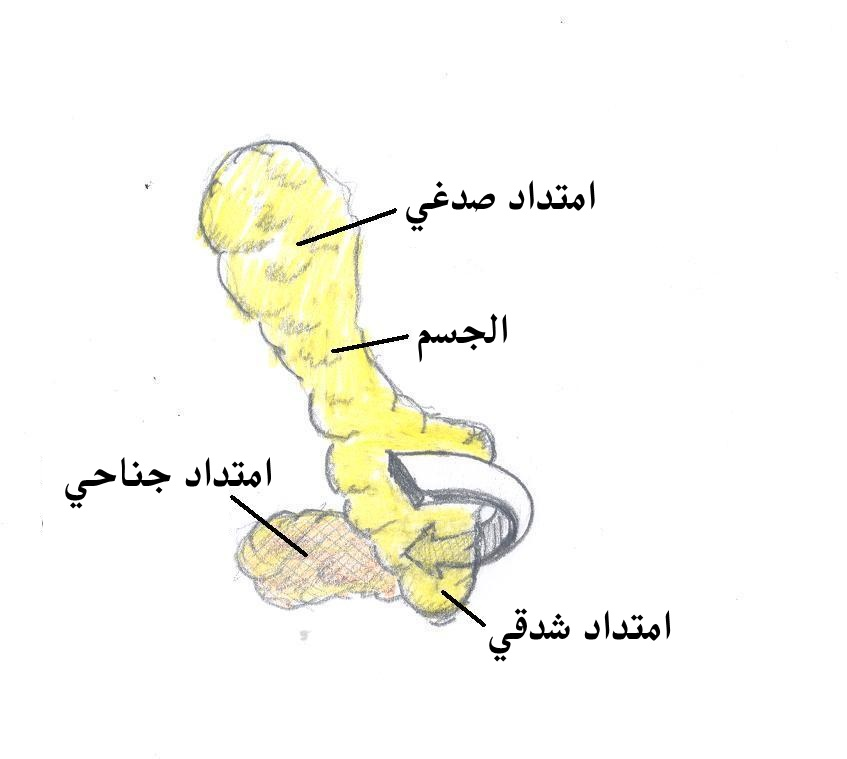
Cheek reduction: Anatomic illustration of the fat pads of the mouth (buccal fat pads).
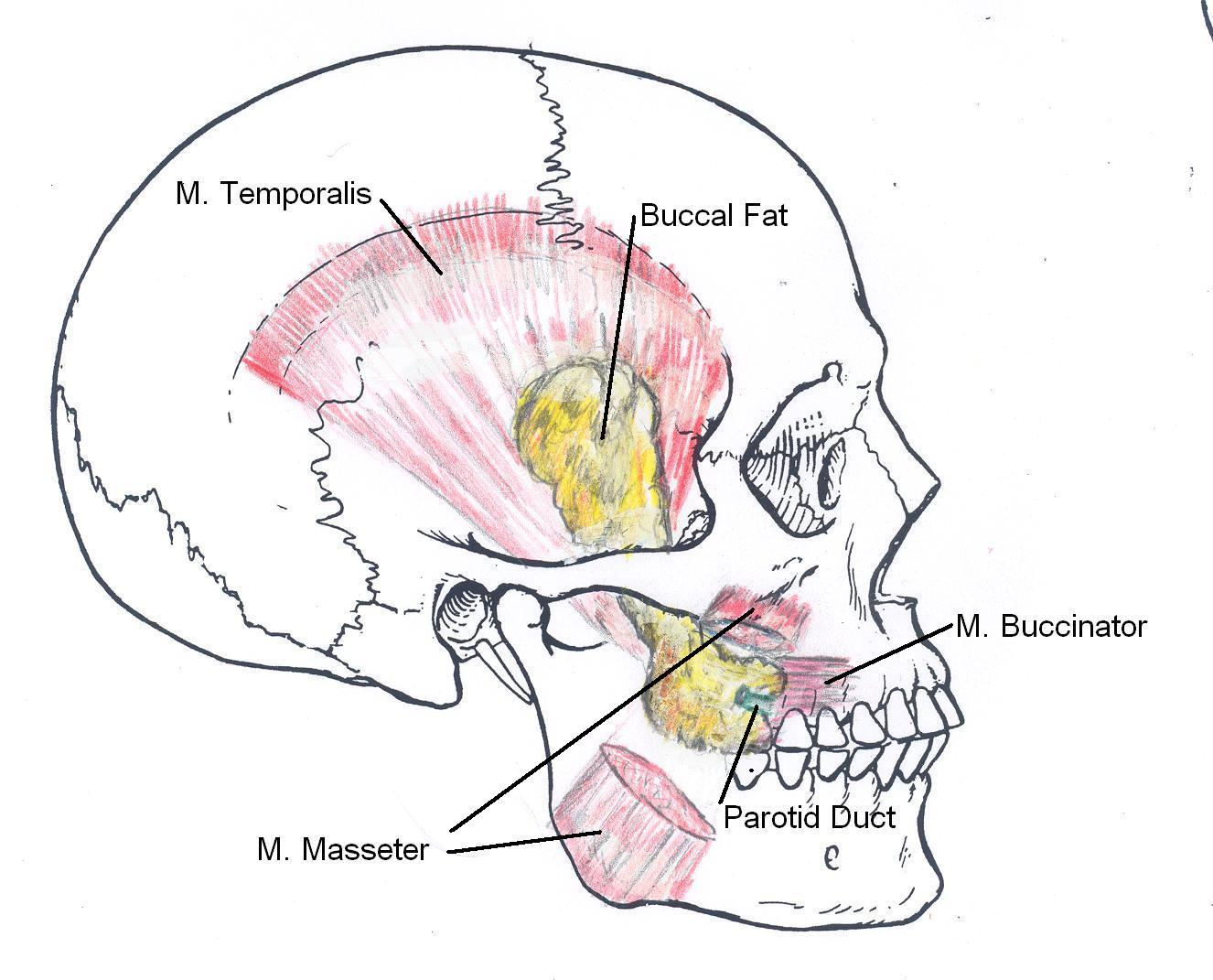
Buccal fat-pad reduction: The anatomic locale of the buccal fat pads in the human face.